# Astha
Astha là một chi bướm đêm thuộc họ Noctuidae.